# Riu Minnesota
El riu Minnesota (en dakota: Mnísota Wakpá) és un riu que transcorre pels estats de Minnesota, Dakota del Sud i Iowa als Estats Units d'Amèrica. És afluent del riu Mississipi, amb una llargària 534 km. Drena una conca hidrogràfica de gairebé 44.000 km² (38.200 km² a Minnesota i 5.200 km² a Dakota del Sud i Iowa).
Neix al sud-oest de Minnesota, al llac Big Stone, a la frontera entre Minnesota i Dakota del Sud, just al sud de la Laurentian Divide al port de Traverse Gap.
Flueix en direcció sud-est fins a Mankato i després gira de cop al nord-est. S'uneix al Mississipi a Mendota al sud de les "ciutats bessones" de Minneapolis i St. Paul, prop de l'històric Fort Snelling.
El nom Minnesota prové del mot en llengua dakota: "Mnisota Makoce", que es tradueix: "terra on les aigües reflecteixen el cel", en referència als molts llacs existents a Minnesota.